# Faradayova klec

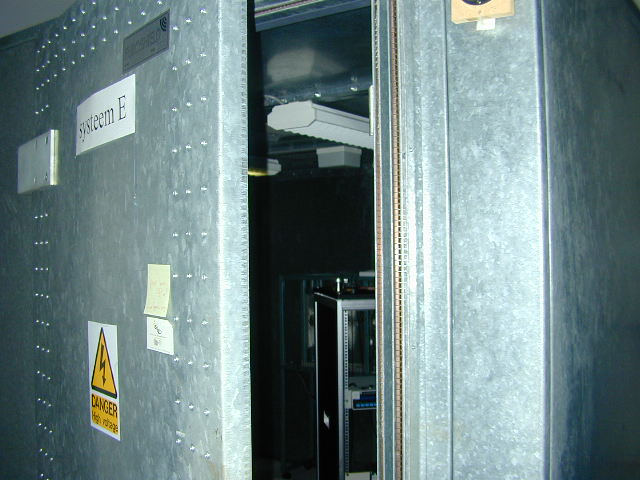
Faradayova klec v laboratorních podmínkách

Faradayova klec je princip z oblasti elektromagnetismu, který je založen na tom, že elektrický náboj je soustředěn pouze na povrchu vodiče, nikoli v jeho objemu. Tudíž uvnitř dutého trojrozměrného objektu z (dokonale) vodivého materiálu nepůsobí žádné elektrické pole. Pokud jde ovšem o klec, nikoli o uzavřenou "bednu", záleží na velikosti otvorů. Klec může také (částečně) blokovat elektromagnetické záření, jestliže tloušťka vodiče je dostatečná a otvory jsou výrazně menší, než vlnová délka záření. Tento pojem je známý již od 19. století.

## Princip
Pro lepší pochopení si představme izolovanou dutou kovovou krychli. Do této krychle vložme elektroskop a na vnější stranu krychle pak přiveďme elektrické napětí. Pohledem na elektroskop zjistíme, že uvnitř krychle nepůsobí žádné elektrostatické pole. Když za stejných podmínek necháme elektroskop vně krychle, bude na něj působit náboj v jakémkoliv směru i vzdálenosti.

## Využití
Faradayovy klece se využívá zejména tam, kde je třeba chránit zařízení či osoby před škodlivým elektromagnetickým polem, rádiovými vlnami apod. Pro tyto účely jsou stavěny specializované Faradayovy klece.
Faradayovou klecí je do určité míry i automobil. Může proto posádku chránit například před účinky blesku (náboj a tedy i proud je veden karosérií, nikoliv těly posádky).
Princip Faradayovy klece se také využívá v montážních skříních pro elektronická zařízení (tzv. Rack) nebo ve stínění kabelů.

## Příklad s autem
Pokud by uhodil do auta blesk, sjede po vnější straně a nám se nic nestane, pokud se zrovna něčím vodivým nedotýkáme auta nebo pokud se rukou nedotýkáme nějaké kovové části auta. Stejně to funguje také v letadlech. Každé dopravní letadlo alespoň jednou za rok zasáhne blesk, ale díky tomu že výboj sjede po vnějším kovovém plášti letadla, cestující si ničeho nevšimnou.

## Historie
Objevitelem tohoto jevu je anglický fyzik Michael Faraday; objevil ho v roce 1836. Nicméně první pokusy o popsání jevu se objevily už dříve, v bádání francouzského fyzika Jean-Antoinea Nolleta či Benjamina Franklina v polovině 18. století. Franklin již v roce 1755 sledoval, že korková kulička bez el. náboje visící na provázku je při přiblížení k proudem nabité kovové nádobě přitahována vnější plochou nádoby, ale nikoli jejím vnitřkem.